# Luka Garza
Luka Horst Garza (Washington D. C., 27 de diciembre de 1998) es un baloncestista estadounidense, con nacionalidad bosnia, que pertenece a la plantilla de los Boston Celtics de la NBA. Con 2,08 metros de estatura, juega en la posición de pívot.

## Trayectoria deportiva

### Universidad

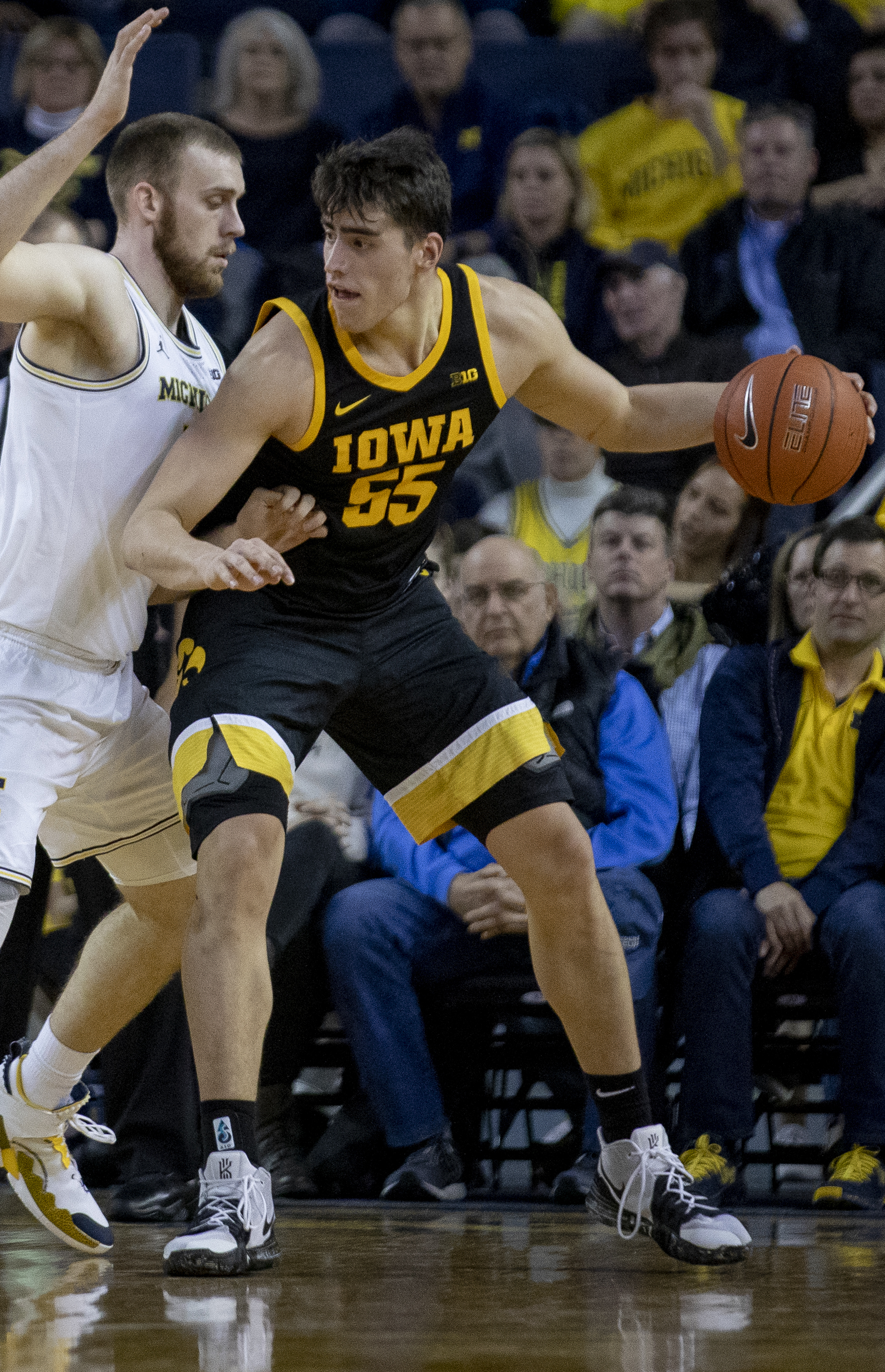
Luka Garza con Iowa en 2019.

Jugó cuatro temporadas con los Hawkeyes de la Universidad de Iowa, en las que promedió 18,2 puntos, 7,3 rebotes, 1,2 asistencias y 1,2 tapones por partido. Comenzó a despuntar en su temporada júnior, cuando promedió 23,9 puntos y 9,8 rebotes por partido, siendo incluido en el primer equipo consensuado All-American, y elegido Jugador del Año de la Big Ten Conference. En un principio se declaró elegible para el Draft de la NBA de 2020, pero finalmente renunció para acabar su ciclo universitario en Iowa.
La temporada siguiente comenzó 41 puntos en una serie de 14 de 15 tiros a canasta ante Southern, con lo que se unió a John Johnson como los únicos jugadores de la historia del equipo universitario en lograr dos partidos con más de 40 puntos. El 21 de febrero, registró 23 puntos y 11 rebotes en la victoria 74-68 sobre Penn State, superando a Roy Marble para convertirse en el máximo anotador de todos los tiempos de su universidad.
Al término de la temporada fue nuevamente designado por Sporting News como Universitario del año, logrando ser el primer jugador en repetir galardón dos años consecutivos desde que lo consiguiera Michael Jordan en 1983 y 1984. Promedió en su temporada sénior 24,1 puntos y 8,7 rebotes por partido, llegando a ser el primer jugador en la historia de los Hawkeyes en repetir como jugador del año de la conferencia y All-American consensuado.

#### Estadísticas
| Año     | Equipo | PJ  | PT  | MPP  | %TC  | %3P  | %TL  | RPP | APP | ROB | TPP | PPP  |
| ------- | ------ | --- | --- | ---- | ---- | ---- | ---- | --- | --- | --- | --- | ---- |
| 2017–18 | Iowa   | 33  | 26  | 21.7 | .557 | .348 | .681 | 6.4 | 1.1 | .3  | 1.0 | 12.1 |
| 2018–19 | Iowa   | 32  | 30  | 23.7 | .531 | .292 | .804 | 4.5 | .9  | .3  | .5  | 13.1 |
| 2019–20 | Iowa   | 31  | 31  | 32.0 | .542 | .358 | .651 | 9.8 | 1.2 | .8  | 1.8 | 23.9 |
| 2020–21 | Iowa   | 31  | 31  | 31.5 | .553 | .440 | .709 | 8.7 | 1.7 | .7  | 1.6 | 24.1 |
| Total   | Total  | 127 | 118 | 27.1 | .546 | .367 | .701 | 7.3 | 1.2 | .5  | 1.2 | 18.2 |

### Profesional
Fue elegido en la quincuagésimo segunda posición del Draft de la NBA de 2021 por los Detroit Pistons. Tras disputar la NBA Summer League con los Pistons, y haberle ofrecido un contrato dual, el 24 de septiembre de 2021 se anunció que tendría un contrato estándar con el equipo de una duración de dos años.
Tras una temporada en Detroit, el 28 de junio de 2022 es cortado por los Pistons. En julio se une a los Portland Trail Blazers para la NBA Summer League, y finalmente, el 23 de agosto, acaba firmando con Minnesota Timberwolves. El 15 de octubre los Wolves convirtieron su contrato en dual, para poder jugar también con su filial en la G League, los Iowa Wolves. El 4 de abril de 2024 reconvirtieron su contrato en uno estándar.
El 30 de junio de 2025 firma con Boston Celtics por dos temporadas y $5,5 millones.

## Selección nacional
En septiembre de 2020, Garza expresó su interés en representar a la selección de Bosnia y Herzegovina en torneos internacionales. En diciembre de 2021, afirmó que había finalizado el proceso de obtención de la ciudadanía bosnia. Garza tuvo finalmente su debut con la selección bosnia en agosto de 2023 durante el torneo preclasificatorio olímpico en una victoria ante Portugal, donde sumó 15 puntos y 12 rebotes.

## Estadísticas de su carrera en la NBA

### Temporada regular
| Año     | Equipo    | PJ  | PT | MPP  | %TC  | %3P  | %TL  | RPP | APP | ROB | TPP | PPP |
| ------- | --------- | --- | -- | ---- | ---- | ---- | ---- | --- | --- | --- | --- | --- |
| 2021-22 | Detroit   | 32  | 5  | 12.2 | .449 | .327 | .623 | 3.1 | .6  | .3  | .2  | 5.8 |
| 2022-23 | Minnesota | 28  | 0  | 8.7  | .543 | .359 | .788 | 2.3 | .6  | .1  | .1  | 6.5 |
| 2023-24 | Minnesota | 25  | 0  | 4.9  | .480 | .281 | .720 | 1.2 | .2  | .2  | .0  | 4.0 |
| 2024-25 | Minnesota | 39  | 0  | 5.6  | .495 | .278 | .686 | 1.4 | .3  | .2  | .1  | 3.5 |
| Total   | Total     | 124 | 5  | 7.8  | .490 | .314 | .699 | 2.0 | .4  | .2  | .1  | 4.9 |

### Playoffs
| Año   | Equipo    | PJ | PT | MPP | %TC   | %3P   | %TL  | RPP | APP | ROB | TPP | PPP |
| ----- | --------- | -- | -- | --- | ----- | ----- | ---- | --- | --- | --- | --- | --- |
| 2024  | Minnesota | 7  | 0  | 3.7 | .833  | .667  | .875 | .9  | .1  | .0  | .0  | 4.1 |
| 2025  | Minnesota | 5  | 0  | 3.6 | 1.000 | 1.000 | –    | .6  | .0  | .0  | .0  | 2.6 |
| Total | Total     | 12 | 0  | 3.7 | .889  | .750  | .875 | .8  | .1  | .0  | .0  | 3.5 |

## Vida personal
El padre de Garza es de origen estadounidense y su madre es de Bosnia y Herzegovina, de origen bosniaco. Los dos padres de Garza tienen experiencia en el baloncesto: su padre, Frank, jugó  en la universidad de Idaho, y su madre, Šejla (de soltera Muftić), jugó profesionalmente en Europa. Su abuelo por parte de su padre, James Halm, jugó baloncesto universitario con Hawái. Su tío materno, Teoman Alibegović, fue el máximo anotador de todos los tiempos de la selección de baloncesto de Eslovenia.